# Ander Herrera
Ander Herrera Agüera (Bilbao, Vizcaya, 14 de agosto de 1989) es un futbolista español que juega de centrocampista en C. A. Boca Juniors de la Primera División de Argentina.
Se formó en la cantera del Real Zaragoza, club con el que debutó en febrero de 2009. En 2011 fichó por el Athletic Club, que pagó 11 millones de € entre fijo y variables. En 2014 se marchó a la Premier League para jugar en el Manchester United, que pagó su cláusula de rescisión valorada en 36 millones de euros. En noviembre de 2016 hizo su debut con la selección española.

## Trayectoria

### Inicios
Nacido en Bilbao, pasó los primeros años de su vida en Vigo donde su padre, Pedro Herrera Sancristóbal,  trabajaba como secretario técnico del Celta. En 1993, su padre se marchó a Zaragoza a trabajar en la dirección deportiva del Real Zaragoza, por lo que Ander se desplazó junto a su familia a la capital aragonesa.

### Real Zaragoza
Se dio a conocer en el verano de 2001, durante el Torneo Nacional Alevín de Fútbol 7 disputado en Brunete, cuando se proclamó campeón y fue elegido mejor jugador del torneo. En el año 2005, volvió a proclamarse campeón de España con el Real Zaragoza, esta vez en categoría cadete.
En la temporada 2008-09 se incorporó al Real Zaragoza B, procedente del equipo de División de Honor Juvenil. Debutó en la Tercera división en la ciudad deportiva ante el Calatayud, disputando los 90 minutos con victoria por 3-0. Posteriormente, en la jornada 14, anotó su primer gol en la categoría ante el Club Deportivo Giner Torrero. Durante la temporada, fue alternando entrenamientos con el primer equipo del Real Zaragoza a las órdenes de Marcelino García Toral.
El 1 de febrero de 2009 debutó en Segunda División, en el Estadio de La Romareda, ante el Levante UD (2-1) saliendo al terreno de juego en el minuto 66 sustituyendo a Caffa. El 2 de mayo anotó su primer gol con el Real Zaragoza, en La Romareda ante el CD Tenerife (1-1), en el minuto 2 de partido. Una semana después, marcó el único tanto en el derbi aragonés ante la SD Huesca. Finalmente, el equipo logró el ascenso a la Primera División en la penúltima jornada del campeonato.
A pesar de tener varias ofertas, el 7 de julio de 2009 firmó su primer contrato profesional con el Real Zaragoza por cuatro temporadas.
El 29 de agosto de 2009 debutó en Primera División contra el CD Tenerife (1-0), también recién ascendido, en La Romareda. Su primer gol en Primera División llegó con un remate de cabeza, el 6 de diciembre de 2009, en el Iberostar Estadio ante el R. C. D. Mallorca (4-1).
El 7 de febrero de 2011 fue traspasado al Athletic Club por 8'5 millones de euros fijos y 2'25 millones en variables, aunque se incorporó al equipo rojiblanco cuando terminó la temporada.

### Athletic Club
El 23 de mayo de 2011 fue presentado como nuevo jugador del Athletic Club. El 18 de agosto Marcelo Bielsa le hizo debutar, en un partido de Liga Europa, ante el Trabzonspor (0-0). En septiembre sufrió una lesión en el menisco de su rodilla derecha, que le tuvo un mes de baja. El 3 de noviembre marcó su primer gol como jugador del Athletic Club, en un partido de Liga Europa, ante el Salzburg (0-1). Tres días después, marcó su primer gol en Primera División como rojiblanco ante el FC Barcelona (2-2). El 8 de marzo de 2012 logró una histórica victoria ante el Manchester United (2-3). En su primera campaña alcanzó las finales de Liga Europa y Copa del Rey, ambas perdidas 3-0 ante Atlético de Madrid y FC Barcelona, respectivamente. Ander dio once asistencias y formó un centro del campo memorable junto a Ander Iturraspe y Óscar de Marcos.
Al comienzo de la temporada 2012-13, estuvo de baja cinco semanas tras ser operado a causa de una pubalgia en Múnich. El 27 de abril volvió a marcar, en San Mamés, ante el FC Barcelona (2-2). Nuevamente, fue uno de los jugadores más destacados de la plantilla. En septiembre de 2013, a pesar de la presencia de varios abogados del Manchester United en la sede de LaLiga para tramitar su fichaje, el club inglés no abonó la cláusula de rescisión y optó por fichar a Marouane Fellaini. Al día siguiente, Ander dijo que sabía que el Manchester United no iba a pagar dicha cláusula.
De cara a la campaña 2013-14, el club rojiblancó contrató a Ernesto Valverde como técnico. Ander tuvo problemas para ganarse un hueco en el equipo, llegando a quedarse en varias ocasiones sin jugar. Desde finales de noviembre, se consolidó como titular jugando como mediapunta dando un gran rendimiento al anotar cinco goles y repartir seis asistencias. Tres de esos tantos llegaron en las últimas jornadas, donde el club rojiblanco derrotó al Málaga (3-0), Sevilla (3-1) y Rayo Vallecano (0-3) y se clasificó para la Liga de Campeones.

### Manchester United

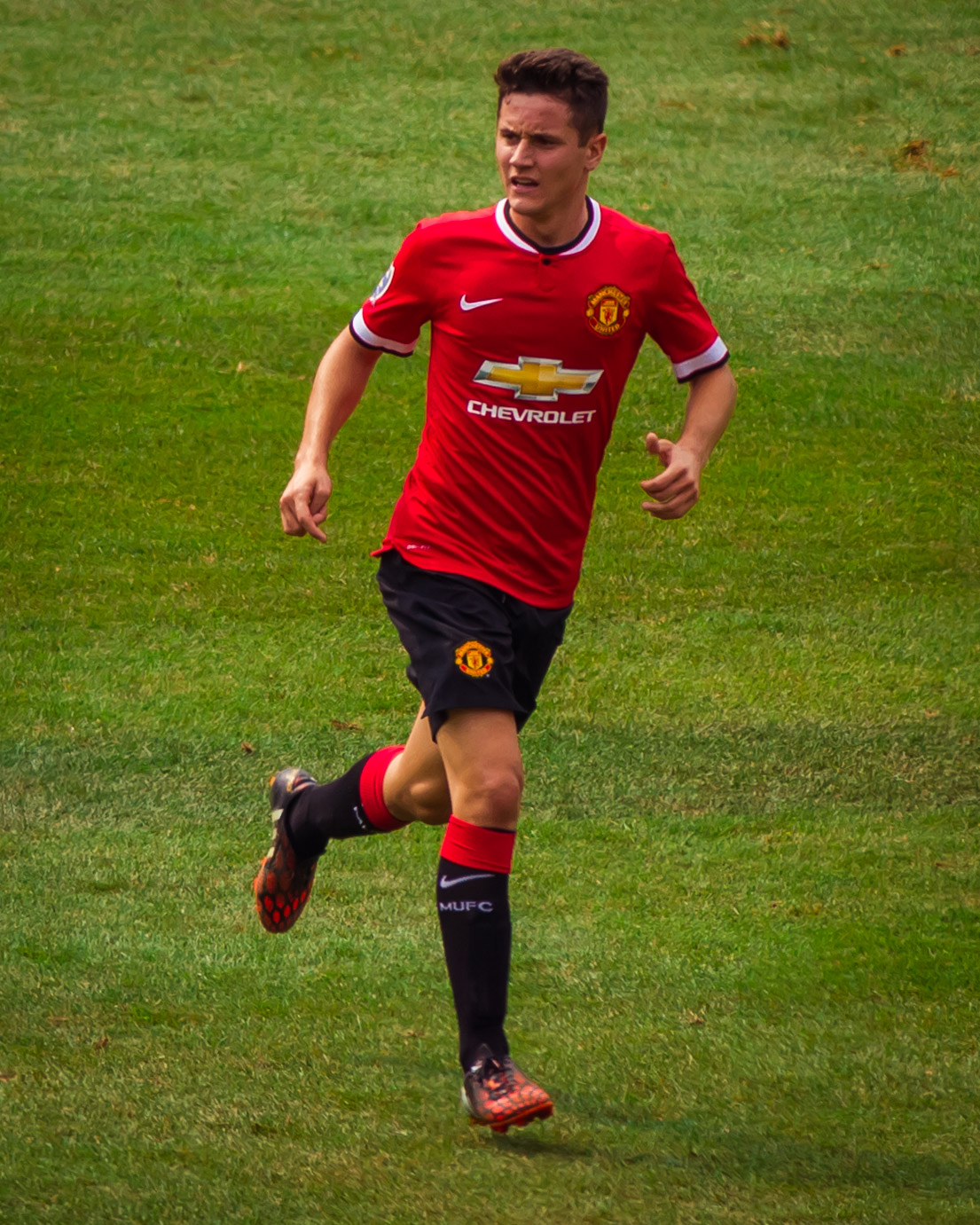
Herrera disputando un partido amistoso con el Manchester United frente al Real Madrid, año 2014

El 26 de junio de 2014, después de su frustrado fichaje del año anterior, el Manchester United pagó su cláusula de rescisión valorada en 36 millones de euros y firmó un contrato de cinco temporadas. El 16 de agosto debutó como titular en Premier League en la derrota ante el Swansea City (1-2) en Old Trafford. El 14 de septiembre marcó su primer gol en la victoria ante el Queens Park Rangers (4-0). En la campaña 2014-15, bajo las órdenes de Louis van Gaal, logró la mejor marca goleadora de su carrera con ocho goles aunque no contó con la total confianza del técnico.
En la temporada 2015-16 se produjo su debut, con gol incluido, en Liga de Campeones ante el Club Brugge (0-4). También logró el primer título de su carrera al vencer al Crystal Palace (2-1) en la final de la FA Cup 2015-16, si bien, no jugó la final. Al igual que le sucedió la temporada anterior, Louis van Gaal no le dio un papel principal en el equipo. En una temporada con 59 partidos, solo fue titular en 27 de los 41 partidos que disputó.
De cara la temporada 2016-17, José Mourinho se convirtió en su nuevo técnico. El entrenador portugués, que al principio apostó por Fellaini, terminó por situar a Herrera en una posición más retrasada en el centro del campo, donde se consolidó como titular indiscutible. El 27 de febrero conquistó la Copa de la Liga frente al Southampton (3-2), dando la asistencia a Zlatan Ibrahimović en el minuto 87 para ganar el encuentro. El 16 de abril fue clave en el triunfo ante el Chelsea (2-0), marcando un gol y dando una asistencia. En ese mismo encuentro realizó un marcaje individual a Eden Hazard, que fue muy alabado por la prensa inglesa. El 24 de mayo ganó la Liga Europa al derrotar 2-0 al Ajax, siendo elegido como el mejor jugador de la final. Ander acabó la temporada jugando ciencuenta partidos, siendo el tercer jugador con más titularidades (44), solo por detrás de Paul Pogba y David de Gea. Además, fue reconocido con el premio al Jugador del Año 2016-17 Sir Matt Busby merced a sus once asistencias.
Comenzó la temporada 2017-18 como titular en la final de la Supercopa de Europa ante el Real Madrid. Sin embargo, su participación en el terreno de juego disminuyó con la llegada de Nemanja Matić. El 21 de abril anotó el gol del triunfo en las semifinales de la FA Cup ante el Tottenham. A pesar de una temporada poco positiva, fue elegido como mejor jugador del equipo en el mes de mayo.
En la campaña 2018-19 tuvo diversos problemas físicos, por lo que no pudo jugar demasiado a las órdenes de su nuevo técnico Ole Gunnar Solskjær. Al término de la temporada, el centrocampista no renovó su contrato con el club red.

### París Saint-Germain

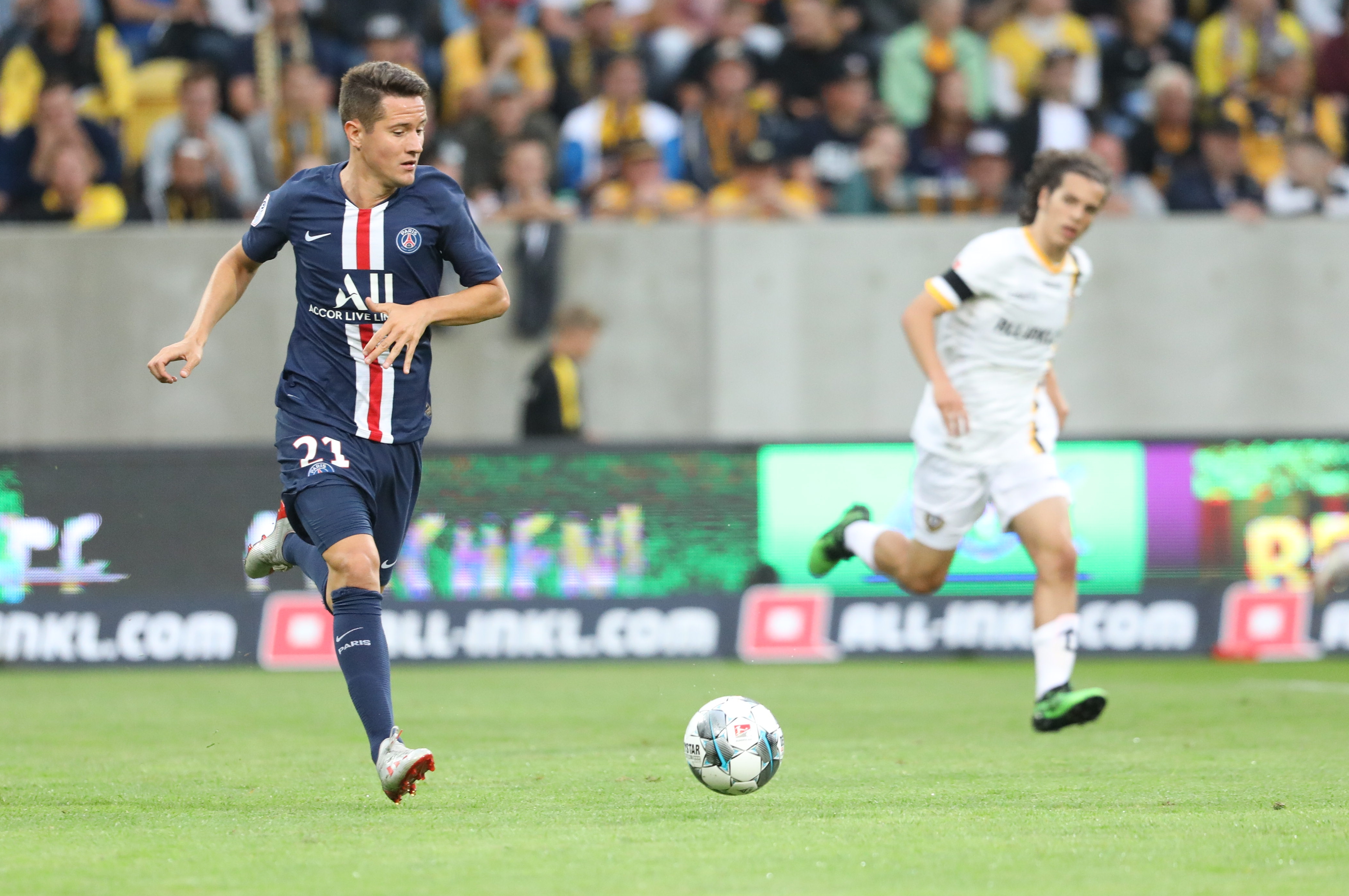
Herrera jugando para el Paris Saint-Germain, en un encuentro frente al SG Dynamo Dresden, año 2019.

El 4 de julio de 2019 se confirmó su fichaje por el PSG, firmando un contrato de cinco temporadas. El 3 de agosto debutó como titular en la final de la Supercopa de Francia frente al Rennes (2-1). Pocos días después sufrió una lesión muscular en su pierna izquierda, por lo que tuvo que estar un mes de baja. En noviembre volvió a recaer de dicha lesión, estando nuevamente más de un mes sin jugar. El 15 de febrero logró su primer tanto en un partido de Ligue 1 ante el Amiens (4-4). Una semana después se lesionó en la pierna derecha, poco antes del parón por la pandemia de coronavirus. A su vuelta, fue titular en la final de la Copa de la Liga ante el Olympique Lyon. También fue titular en la final de la Liga de Campeones frente al Bayern de Múnich (0-1).
En la campaña 2020-21 fue el segundo jugador con más partidos de la plantilla, aunque salió habitualmente desde el banquillo, únicamente por detrás de Kylian Mbappé. En su segunda campaña en el club, conquistó la Supercopa y la Copa de Francia por segunda vez consecutiva.
El 20 de agosto de 2021 anotó y asistió en el triunfo frente al Stade Brestois (2-4). El 11 de septiembre anotó un doblete frente al Clermont Foot (4-0). Cuatro días después marcó en el empate ante el Club Brugge (1-1). En marzo de 2022 sufrió una infección ocular, que le tuvo varias semanas sin jugar. Con la llegada del nuevo técnico, Christophe Galtier, fue uno de los jugadores descartados de cara a la siguiente temporada.

### Athletic Club
El 27 de agosto de 2022 regresó al Athletic Club en calidad de cedido.Un día después fue presentado, con el dorsal 23, en San Mamés ante unos 2.000 aficionados.El 17 de septiembre redebutó como rojiblanco, en San Mamés, en un triunfo ante el Rayo Vallecano (3-2) sustituyendo a Oihan Sancet.El 18 de octubre, en su primera titularidad, asistió con un pase de cuchara en el minuto 1 a Iñaki Williams en el primer gol del encuentro frente al Getafe (2-2).
El 31 de enero de 2023 el Athletic Club ejerció su opción de compra sin coste alguno.El 2 de marzo, emitió un comunicado en el que mostraba su preocupación por las continuas lesiones musculares que estaba sufriendo y que le impedían tener continuidad. El 22 de abril, después de tres meses sin ser titular, fue de la partida en el triunfo ante la UD Almería (1-2).
En su segunda temporada dispuso de más minutos y oportunidades, aunque también sufrió dos lesiones de cierta importancia (una en octubre cuando llevaba tres titularidades consecutivas y otra en febrero).Por otra parte, logró el histórico título de Copa del Rey frente al RCD Mallorca en la tanda de penaltis, aunque no jugó en la final de Copa ya que acababa de volver de lesión.Al finalizar la campaña, el 13 de junio de 2024, se anunció su renovación por un año más con el Athletic Club a pesar de los rumores que apuntaban a su vuelta al Real Zaragoza.Tras conocerse su renovación, fue muy criticado por la afición zaragocista.En su tercera campaña en el club vasco mantuvo un rol secundario que se vio acrecentado por la irrupción de Mikel Jauregizar, además de la presencia de Galarreta, Prados y Vesga en la rotación, por lo que apenas fue titular en dos partidos de Liga.Además, sufrió una lesión muscular que le tuvo varias semanas apartado en diciembre.Por ello, cuando salió la oportunidad de jugar en Boca Juniors en enero, pidió salir del club rojiblanco.

### Boca Juniors
El 15 de enero de 2025, viajó a Argentina para concretar su pase con Boca Juniors y, el 17 de enero, se hizo oficial su fichaje como agente libre.El contrato se realizó hasta finales de 2025, con posibilidad a ampliarlo hasta finales de 2026.El 23 de enero debutó como jugador Xeneize en el triunfo ante Argentino de Monte Maíz (5-0) en Copa Argentina.Tres días después debutó en Primera División, en La Bombonera, en el empate ante Argentinos Juniors (0-0). En dicho encuentro sufrió una lesión muscular de grado II en su pierna derecha que lo apartaría casi un mes.
El 26 de febrero debutó en Copa Libertadores frente Alianza Lima (2-1), donde el equipo argentino cayó eliminado en la tanda de penaltis.El 8 de marzo completó una gran actuación frente a Central Córdoba (3-0) dando una asistencia.Sin embargo, en las siguientes tres semanas sufrió dos lesiones musculares, la última de ellas cinco minutos después de saltar al campo frente a Newell's el 31 de marzo.

## Selección nacional

### Categorías inferiores

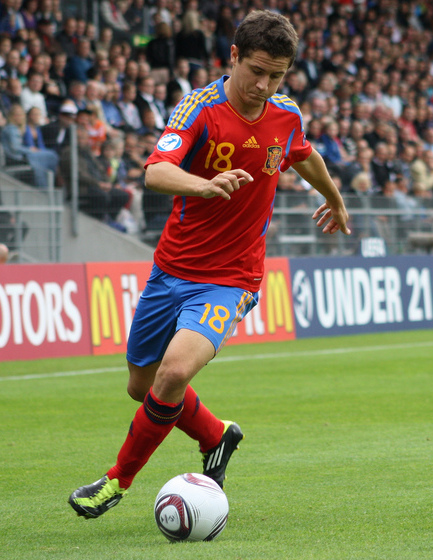
Herrera disputando un partido con la selección de fútbol sub-21 de España en el año 2011.

Fue internacional en las categorías inferiores de la selección española. Con la selección sub-20 conquistó los Juegos Mediterráneos en julio de 2009. En septiembre acudió Mundial Sub-20 de 2009, donde anotó dos goles.
El 10 de febrero de ese mismo año, Herrera debutó con la selección sub-21 en un amistoso ante Noruega. En junio de 2011 jugó la Eurocopa Sub-21, en la que anotó dos goles incluyendo el primer tanto de la final ante Suiza.
En 2012 participó en tres encuentros con la selección olímpica en los Juegos Olímpicos de Londres.

### Selección absoluta
El 3 de octubre de 2016 fue convocado por primera vez con la selección española debido a la lesión de Saúl. 15 de noviembre de 2016 debutó con la selección absoluta, en un amistoso contra Inglaterra, sustituyendo a Thiago en el minuto 55. El 28 de marzo de 2017 jugó los minutos finales en un amistoso ante Francia (0-2).

### Participaciones en Juegos Olímpicos
| Torneo                   | Sede    | Resultado      |
| ------------------------ | ------- | -------------- |
| Juegos Olímpicos de 2012 | Londres | Fase de grupos |

### Participaciones en Copas del Mundo
| Mundial                | Sede   | Resultado        |
| ---------------------- | ------ | ---------------- |
| Mundial Sub-20 de 2009 | Egipto | Octavos de final |

### Participaciones en Eurocopas
| Copa                    | Sede      | Resultado |
| ----------------------- | --------- | --------- |
| Eurocopa Sub-21 de 2011 | Dinamarca | Campeón   |

## Estadísticas

### Clubes
Actualizado al último partido disputado el 16 de junio de 2025.
| Club                               | Div.          | Temporada     | Liga  | Liga  | Liga   | Copas nacionales | Copas nacionales | Copas nacionales | Copas internacionales | Copas internacionales | Copas internacionales | Total | Total | Total  |
| Club                               | Div.          | Temporada     | Part. | Goles | Asist. | Part.            | Goles            | Asist.           | Part.                 | Goles                 | Asist.                | Part. | Goles | Asist. |
| ---------------------------------- | ------------- | ------------- | ----- | ----- | ------ | ---------------- | ---------------- | ---------------- | --------------------- | --------------------- | --------------------- | ----- | ----- | ------ |
| Real Zaragoza "B" · España         | 3.ª           | 2008-09       | 10    | 2     | 0      | —                | —                | —                | —                     | —                     | —                     | 10    | 2     | 0      |
| Real Zaragoza "B" · España         | Total club    | Total club    | 10    | 2     | 0      | 0                | 0                | 0                | 0                     | 0                     | 0                     | 10    | 2     | 0      |
| Real Zaragoza · España             | 2.ª           | 2008-09       | 19    | 2     | 0      | 0                | 0                | 0                | —                     | —                     | —                     | 19    | 2     | 0      |
| Real Zaragoza · España             | 1.ª           | 2009-10       | 30    | 2     | 0      | 2                | 0                | 0                | ―                     | ―                     | ―                     | 32    | 2     | 0      |
| Real Zaragoza · España             | 1.ª           | 2010-11       | 33    | 2     | 0      | 2                | 0                | 0                | ―                     | ―                     | ―                     | 35    | 2     | 0      |
| Real Zaragoza · España             | Total club    | Total club    | 82    | 6     | 0      | 4                | 0                | 0                | 0                     | 0                     | 0                     | 86    | 6     | 0      |
| Athletic Club · España             | 1.ª           | 2011-12       | 32    | 1     | 7      | 9                | 2                | 0                | 13                    | 1                     | 1                     | 54    | 4     | 8      |
| Athletic Club · España             | 1.ª           | 2012-13       | 29    | 1     | 2      | 2                | 0                | 0                | 4                     | 1                     | 0                     | 35    | 2     | 2      |
| Athletic Club · España             | 1.ª           | 2013-14       | 33    | 5     | 5      | 6                | 0                | 0                | ―                     | ―                     | ―                     | 39    | 5     | 5      |
| Manchester United F. C. Inglaterra | 1.ª           | 2014-15       | 26    | 6     | 4      | 5                | 2                | 1                | 0                     | 0                     | 0                     | 31    | 8     | 5      |
| Manchester United F. C. Inglaterra | 1.ª           | 2015-16       | 27    | 3     | 2      | 7                | 0                | 3                | 7                     | 2                     | 1                     | 41    | 5     | 6      |
| Manchester United F. C. Inglaterra | 1.ª           | 2016-17       | 31    | 1     | 6      | 10               | 1                | 4                | 9                     | 0                     | 1                     | 50    | 2     | 11     |
| Manchester United F. C. Inglaterra | 1.ª           | 2017-18       | 26    | 0     | 2      | 6                | 2                | 0                | 7                     | 0                     | 0                     | 39    | 2     | 2      |
| Manchester United F. C. Inglaterra | 1.ª           | 2018-19       | 22    | 2     | 3      | 4                | 1                | 0                | 2                     | 0                     | 0                     | 28    | 3     | 3      |
| Manchester United F. C. Inglaterra | Total club    | Total club    | 132   | 12    | 17     | 32               | 6                | 8                | 25                    | 2                     | 2                     | 189   | 20    | 27     |
| Paris Saint-Germain F. C. Francia  | 1.ª           | 2019-20       | 8     | 1     | 1      | 8                | 0                | 0                | 6                     | 0                     | 0                     | 22    | 1     | 1      |
| Paris Saint-Germain F. C. Francia  | 1.ª           | 2020-21       | 31    | 1     | 3      | 4                | 0                | 0                | 10                    | 0                     | 0                     | 45    | 1     | 3      |
| Paris Saint-Germain F. C. Francia  | 1.ª           | 2021-22       | 19    | 3     | 2      | 3                | 0                | 0                | 6                     | 1                     | 0                     | 28    | 4     | 2      |
| Paris Saint-Germain F. C. Francia  | Total club    | Total club    | 58    | 5     | 6      | 15               | 0                | 0                | 22                    | 1                     | 0                     | 95    | 6     | 6      |
| Athletic Club · España             | 1.ª           | 2022-23       | 17    | 0     | 1      | 3                | 0                | 0                | ―                     | ―                     | ―                     | 20    | 0     | 1      |
| Athletic Club · España             | 1.ª           | 2023-24       | 23    | 0     | 3      | 4                | 0                | 0                | —                     | —                     | —                     | 27    | 0     | 3      |
| Athletic Club · España             | 1.ª           | 2024-25       | 8     | 0     | 0      | 1                | 0                | 0                | 5                     | 0                     | 0                     | 14    | 0     | 0      |
| Athletic Club · España             | Total club    | Total club    | 142   | 7     | 18     | 25               | 2                | 0                | 22                    | 2                     | 1                     | 189   | 11    | 19     |
| C. A. Boca Juniors Argentina       | 1.ª           | 2025          | 6     | 0     | 0      | 1                | 0                | 0                | 2                     | 0                     | 0                     | 9     | 0     | 0      |
| C. A. Boca Juniors Argentina       | Total club    | Total club    | 6     | 0     | 0      | 1                | 0                | 0                | 2                     | 0                     | 0                     | 9     | 0     | 0      |
| Total carrera                      | Total carrera | Total carrera | 430   | 32    | 41     | 77               | 8                | 8                | 71                    | 5                     | 3                     | 579   | 45    | 52     |

## Palmarés

### Campeonatos nacionales
| Título                     | Club                      | País       | Año  |
| -------------------------- | ------------------------- | ---------- | ---- |
| FA Cup                     | Manchester United F. C.   | Inglaterra | 2016 |
| Community Shield           | Manchester United F. C.   | Inglaterra | 2016 |
| Copa de la Liga            | Manchester United F. C.   | Inglaterra | 2017 |
| Supercopa de Francia       | Paris Saint-Germain F. C. | Francia    | 2019 |
| Ligue 1                    | Paris Saint-Germain F. C. | Francia    | 2020 |
| Copa de Francia            | Paris Saint-Germain F. C. | Francia    | 2020 |
| Copa de la Liga de Francia | Paris Saint-Germain F. C. | Francia    | 2020 |
| Supercopa de Francia       | Paris Saint-Germain F. C. | Francia    | 2020 |
| Copa de Francia            | Paris Saint-Germain F. C. | Francia    | 2021 |
| Ligue 1                    | Paris Saint-Germain F. C. | Francia    | 2022 |
| Copa del Rey               | Athletic Club             | España     | 2024 |

### Títulos internacionales
| Título               | Club                       | País (*)  | Año  |
| -------------------- | -------------------------- | --------- | ---- |
| Juegos Mediterráneos | Selección de España sub-20 | Pescara   | 2009 |
| Eurocopa Sub-21      | Selección de España sub-21 | Dinamarca | 2011 |
| UEFA Europa League   | Manchester United F. C.    | Solna     | 2017 |

(*) Incluyendo la selección.

### Distinciones individuales
| Distinción                                               | Año  |
| -------------------------------------------------------- | ---- |
| Elegido en el Once de Bronce Fútbol Draft                | 2009 |
| Elegido en el Once de Plata Fútbol Draft                 | 2010 |
| Elegido en el Equipo Ideal de la Eurocopa Sub-21 de 2011 | 2011 |
| Jugador del año del Manchester United 2016-17            | 2017 |
| Mejor jugador de la final de la Liga Europa 2016-17      | 2017 |
| Elegido en el equipo ideal de la Liga Europa 2016-17     | 2017 |

## Vida personal
Es hijo de Pedro Herrera Sancristóbal, exjugador y exsecretario técnico del Celta de Vigo y de Real Zaragoza. Además, está emparentado con Graciano San Cristóbal (era hermano de su bisabuelo) que fue jugador del Athletic Club en 1929.